# Детские годы
«Детские годы (Автобиография Праотцева)»  — повесть Николая Лескова, написанная в 1874 году. Под названием «Блуждающие огоньки (Автобиография Праотцева)» впервые опубликована в журнале «Нива» (1875, №№ 1, 3—18).
В 1876 году в сборнике произведений Лескова, вышедшем в «Библиотеке современных писателей» (серия II, том 5), повесть напечатана с заглавием «Детские годы (из воспоминаний Меркула Праотцева)». Рукопись не сохранилась. В третьем издании полного собрания сочинений Н. С. Лескова повесть перепечатана по журнальной редакции с сохранением заглавия «Блуждающие огоньки: (автобиография Праотцева)».
Повесть «Детские годы» (или «Блуждающие огоньки») возникла в период, наступивший после разрыва с издателем «Русского вестника» М. Н. Катковым. Лесков пересматривал свои идейные позиции: «Я не знал: чей я?» — писал Лесков об этом периоде. Ответ на стоявшие перед ним вопросы он пытался найти, обратившись к периоду детства, «к свободным чувствам и влечениям моего детства». Главный вопрос, который задает писатель — вопрос выбора позиции в условиях, когда «справедливость покуда лишь хорошая идея, осуществления которой в толпе нет».